# Partidul pentru Libertate
Partidul pentru Libertate (în neerlandeză Partij voor de Vrijheid [pɑrˈtɛi voːr də ˈvrɛiɦɛit], acronim PVV) este un partid politic din Țările de Jos naționalist și populist de dreapta. La alegerile generale din 2023, a devenit cel mai mare partid din Camera Reprezentanților.
Fondat în 2006 ca succesor al facțiunii unice a lui Geert Wilders din Camera Reprezentanților, a câștigat nouă locuri la alegerile generale din 2006, devenind al cincilea partid ca mărime din parlament. La alegerile generale din 2010, a câștigat 24 de locuri, devenind al treilea partid ca mărime. La acel moment, PVV a fost de acord să sprijine guvernul minoritar condus de prim-ministrul Mark Rutte fără a avea miniștri PVV în cabinet. PVV și-a retras sprijinul în aprilie 2012 din cauza diferențelor legate de reducerile bugetare. La următoarele alegeri generale din 2012, a câștigat 15 locuri, după ce a pierdut nouă locuri în alegeri, fiind încă al treilea partid ca mărime. În urma alegerilor, partidul a revenit în opoziție. În plus, la alegerile din 2017, Partidul pentru Libertate a câștigat 20 de locuri, devenind al doilea partid ca mărime din Parlament. A ajuns pe locul al treilea la alegerile pentru Parlamentul European din 2014, câștigând patru din cele 26 de locuri. Geert Wilders este singurul membru al Partidului pentru Libertate; astfel, partidul nu este eligibil pentru finanțare guvernamentală olandeză și se bazează pe donații.
PVV solicită elemente precum detenția administrativă și o poziție puternică asimilaționistă cu privire la integrarea imigranților în societatea olandeză, diferită de partidele de centru-dreapta consacrate din Țările de Jos (cum ar fi Partidul Popular pentru Libertate și Democrație, VVD). PVV a propus, de asemenea, interzicerea Coranului și închiderea tuturor moscheilor din Țările de Jos.] În plus, partidul este în mod constant eurosceptic. La începutul lunii iulie 2012, conform platformei pe care a prezentat-o înainte de alegerile generale, PVV pledează cu fermitate pentru retragerea din Uniunea Europeană (UE) și în alegeri a militat pentru un referendum privind apartenența la UE. După alegerile generale din 2023, Geert Wilders a spus că a întrerupt această politică pentru a intra în acorduri de a forma o coaliție de guvernare. În schimb, acum își propune să slăbească sau să demonteze puterea UE din interior.

## Politici și poziții

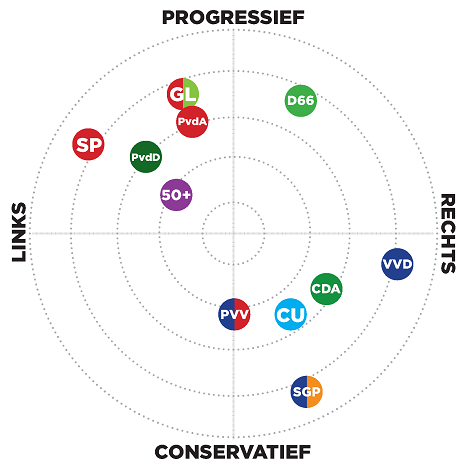
Pe harta lui André Krouwel a spectrului politic olandez din 2012, Partidul pentru Libertate este conservator pe axa socio-culturală și centrist pe axa socio-economică.

### Naționalitatea dublă
În febuarie 2007, parlamentarul PVV Fritsma a introdus o moțiune care putea interzice oricărui parlamentar sau politician din guvern să aibă cetățenie dublă. PVV a spus că cetățenii cu naționalitate dublă au o loialitate neclară. Moțiunea le-ar fi făcut dificil, dacă nu imposibil, ca parlamentarii laburiști Ahmed Aboutaleb și Nebahat Albayrak să devină membri ai celui de-al patrulea cabinet Balkenende. Moțiunea a trebuit totuși retrasă, după obiecția președintelui Camerei Reprezentanților, Gerdi Verbeet (Partidul Laburist). Profesorul în drept de la Universitatea Maastricht, Twan Tak, a comentat cu privire la riscul în care funcționarii executivului au dublă cetățenie. Cu toate acestea, Convenția Europeană a Drepturilor Omului, astfel cum a fost revizuită în jurisprudența CEDO din 2010, a reafirmat că forma de discriminare este o încălcare a unui drept al omului. Cu toate acestea, în 2007, PVV a plănuit să solicite un vot de cenzură împotriva miniștrilor adjuncție Aboutaleb și Albayrak atunci când noul guvern a avut prima ședință de plen în Camera Reprezentanților, susținând că pașapoartele lor, respectiv marocan și turc, le pun loialitatea sub semnul întrebării. În acest caz, moțiunea a fost susținută doar de PVV însuși.
Problema dublei naționalități, însă, nu s-a încheiat încă. Pe 2 martie 2007, Radio Netherlands Worldwide a raportat că deputatul Partidului Laburist Khadija Arib, care a depus jurământul în parlament cu o zi înainte, făcea parte dintr-o comisie numită de regele Marocului. PVV a spus că această lucrare a comisiei pune în pericol loialitatea lui Arib față de Țările de Jos și că ea ar trebui să aleagă între a fi membru al parlamentului olandez sau al comisiei marocane. Geert Wilders a spus că remarca lui Arib la televiziunea națională că loialitatea ei nu este nici față de Țările de Jos, nici față de Maroc a fost rușinoasă. Partidul liberal VVD a remarcat în mod similar că „dubla ei orientare ar afecta integrarea în Olanda.” Toate celelalte partide au fost îngrozite de comentariile PVV și VVD.
La o turnură a evenimentelor, numirea politicianului olando-suedez Marlies Veldhuijzen van Zanten în primul guvern al lui Mark Rutte în 2010 ca Secretar de Stat pentru Sănătate, Bunăstare și Sport a fost susținută de PVV. S-a născut în Göteborg și deține cetățenia suedeză.

### Imigrația
Partidul a depus o moțiune controversată în deliberările generale din 2007 privind bugetul pentru imigrație, cerând oprirea imigrației din țările musulmane. Camera Reprezentanților a refuzat la început să prezinte moțiunea spre dezbatere. Ministrul Justiției Ernst Hirsch Ballin a declarat că a încălcat constituția olandeză și dreptul internațional. O altă moțiune a PVV, împotriva ofițerilor de poliție care poartă văl, a câștigat într-adevăr o majoritate parlamentară.
În 2012, partidul PVV a lansat un site web numit Reporting Center on Central and East Europes pentru a primi plângeri cu privire la imigranții din Europa Centrală și de Est din Țările de Jos. 'Ai probleme cu oameni din Europa Centrală și de Est? Ți-ai pierdut locul de muncă în favoarea unui polonez, a unui bulgar, a unui român sau a altui est-european? Vrem să știm”, se arată pe site. Afișează titluri din ziare precum „Nu ar fi mai bine dacă te-ai întoarce acasă?” și „Est-europenii, din ce în ce mai criminali”. Comisia Europeană a condamnat site-ul web, iar comisarul UE pentru Justiție Viviane Reding a declarat: „Facem apel la toți cetățenii Olandei să nu se alăture acestei intoleranțe. În schimb, cetățenii ar trebui să afirme clar pe site-ul web al PVV că Europa este un loc al libertății”. Site-ul a provocat multe controverse în cadrul Uniunii Europene.

### Finanțarea partidelor politice
PVV a declarat că, întrucât este împotriva subvențiilor de la stat, respinge ideea de a fi susținut financiar de guvern și consideră că „contribuabilii nu ar trebui să plătească pentru partidele politice pe care nu le susțin”.
În 2012, parlamentul olandez a discutat despre înăsprirea regulilor financiare privind partidele politice, forțându-le să devină mai transparente. PVV a indicat că va folosi orice mijloace disponibile pentru a evita dezvăluirea identității donatorilor săi.

### Politica externă
Încă de la fondarea sa, PVV a luat o poziție dur eurosceptică și a susținut retragerea Țărilor de Jos din Uniunea Europeană și fondarea unor acorduri alternative de liber schimb cu Europa. Partidul declară că UE nu ajută Olanda financiar, Olanda fiind contribuabil către UE, a erodat prea mult deciziile naționale luate și democrația statelor membre și a lăsat Olanda în incapacitatea de-a-și controla granițele. În 2016, Wilders a cerut guvernului olandez să ofere Țărilor de Jos un referendum privind apartenența la UE în urma votului Marii Britanii de a părăsi UE, citând un sondaj realizat de la Een Vandaag, care spunea că peste jumătate dintre cei chestionați doreau un referendum. Înaintea alegerilor generale olandeze din 2023, PVV a făcut din nou campanea pentru sprijinirea organizării referendumului privind apartenența la UE a Țărilor de Jos. După alegeri, Wilders a spus că își va întrerupe sprijinul pentru un referendum Nexit pentru a forma un guvern cu alte partide și, în schimb, se va concentra pe dezmembrarea sau erodarea puterii UE din interior.
PVV a criticat implicarea Olandei în intervenția militară din 2011 în Libia, argumentând că era responsabilitatea țărilor arabe să rezolve criza și a avertizat cu privire la preluarea de către Frăția Musulmană a Libiei. Wilders a criticat și propunerea de intervenție militară a SUA în Siria în 2013, cerând Țărilor de Jos să adopte o „politică de non-intervenție” față de lumea islamică.
După invazia rusă a Ucrainei, PVV a votat în parlament pentru a condamna invazia și a cerut încetarea agresiunii ruse. În ciuda poziției sale stricte cu privire la imigrație, PVV a spus că Țările de Jos ar trebui să găzduiască temporar refugiații ucraineni pe care partidul îi consideră refugiați legitimi care fug de război. O lucrare de cercetare a Centrului European de Studii asupra Populismului a descris atitudinea anterioară a PVV față de Putin și Rusia ca fiind mixtă și mai complexă în comparație cu alte mișcări național-populiste, Wilders făcând declarații oarecum susținătoare față de Putin în contextul portretizării lui ca un aliat împotriva terorismului islamic și imigrației, PVV susținând o politică neutră în ceea ce privește războiul ruso-ucrainean aflat în desfășurare din 2014 și opunându-se aderării Ucrainei la UE. Cu toate acestea, ziarul notează că Wilders și PVV și-au întărit atitudinea față de Rusia după doborârea zborului Malaysia Airlines MH17, cu manifestul PVV care cere ca autorii să fie aduși în fața justiției. În timpul alegerilor generale din 2023, PVV a cerut retragerea sprijinului militar al Olandei pentru Ucraina.

### Conflictul dintre Israel și lumea arabă
PVV sprijină soluția unui singur stat și consideră că Iordania ca fiind „singurul Stat Palestinian care va exista vreodată”. În 2010, Geert Wilders și-a exprimat sprijinul pentru partidul Yisrael Beiteinu și a ținut întrevederi cu liderul său Avigdor Lieberman. Geert Wilders este un vizitator frecvent al Israelului și a pterecut șase luni la Moșav în Cisiordania la vârsta de 17 ani. Partidul sprijină recunoașterea Ierusalimului ca fiind capitala Israelului și a propus mutarea ambasadei Olandei acolo.

## Rezultate electorale

### Camera Reprezentanților

Municipalități (albastru închis) câștigate de partid la alegerile generale din 2021.

Municipalități (albastru închis) câștigate de partid la alegerile generale din 2023.

| Alegeri | Lider candidat | Voturi    | %          | Locuri   | +/–  | Guvern                                            |
| ------- | -------------- | --------- | ---------- | -------- | ---- | ------------------------------------------------- |
| 2006    | Geert Wilders  | 579,490   | 5.89 (#5)  | 9 / 150  | New  | Opoziție                                          |
| 2010    | Geert Wilders  | 1,454,493 | 15.45 (#3) | 24 / 150 | ▲ 15 | Sprijin extern pentru coaliția minoritară VVD-CDA |
| 2012    | Geert Wilders  | 950,263   | 10.08 (#3) | 15 / 150 | ▼ 9  | Opoziție                                          |
| 2017    | Geert Wilders  | 1,372,941 | 13.06 (#2) | 20 / 150 | ▲ 5  | Opoziție                                          |
| 2021    | Geert Wilders  | 1,125,022 | 10.81 (#3) | 17 / 150 | ▼ 3  | Opoziție                                          |
| 2023    | Geert Wilders  | 2,450,878 | 23.49 (#1) | 37 / 150 | ▲ 20 | Coaliție (2024-2025)                              |
| 2023    | Geert Wilders  | 2,450,878 | 23.49 (#1) | 37 / 150 | ▲ 20 | Opoziție (2025-)                                  |

### Senat
| Alegeri | Voturi | %          | Locuri  | +/– | Guvern                                            |
| ------- | ------ | ---------- | ------- | --- | ------------------------------------------------- |
| 2011    | 72     | 12.74 (#4) | 10 / 75 | New | Sprijin extern pentru coaliția minoritară VVD-CDA |
| 2015    | 66     | 11.58 (#4) | 9 / 75  | ▼ 1 | Opoziție                                          |
| 2019    | 38     | 6.46 (#7)  | 5 / 75  | ▼ 4 | Opoziție                                          |
| 2023    | 34     | 5.52 (#7)  | 4 / 75  | ▼ 1 | Opposition (2023-2024)                            |
| 2023    | 34     | 5.52 (#7)  | 4 / 75  | ▼ 1 | Coaliție (2024-)                                  |

### Parlamentul European
| Alegeri | Alegeri                      | Voturi    | %          | Locuri | +/– | Grup europarlamentar |
| ------- | ---------------------------- | --------- | ---------- | ------ | --- | -------------------- |
| 2009    | Pre-Tratatul de la Lisabona  | 772,746   | 16.97 (#2) | 4 / 25 | New | NI                   |
| 2009    | Post-Tratatul de la Lisabona | 772,746   | 16.97 (#2) | 5 / 26 | ▲ 1 | NI                   |
| 2014    | 2014                         | 633,114   | 13.32 (#3) | 4 / 26 | ▼ 1 | ENF                  |
| 2019    | Pre-Brexit                   | 194,178   | 3.53 (#10) | 0 / 26 | ▼ 4 | ID                   |
| 2019    | Post-Brexit                  | 194,178   | 3.53 (#10) | 1 / 29 | ▲ 1 | ID                   |
| 2024    | 2024                         | 1,057,662 | 16.97 (#2) | 6 / 31 | ▲ 5 | PfE                  |